# アロマンシュ＝レ＝バン
アロマンシュ＝レ＝バン （Arromanches-les-Bains）は、フランス、ノルマンディー地域圏、カルヴァドス県のコミューン。

## 地理

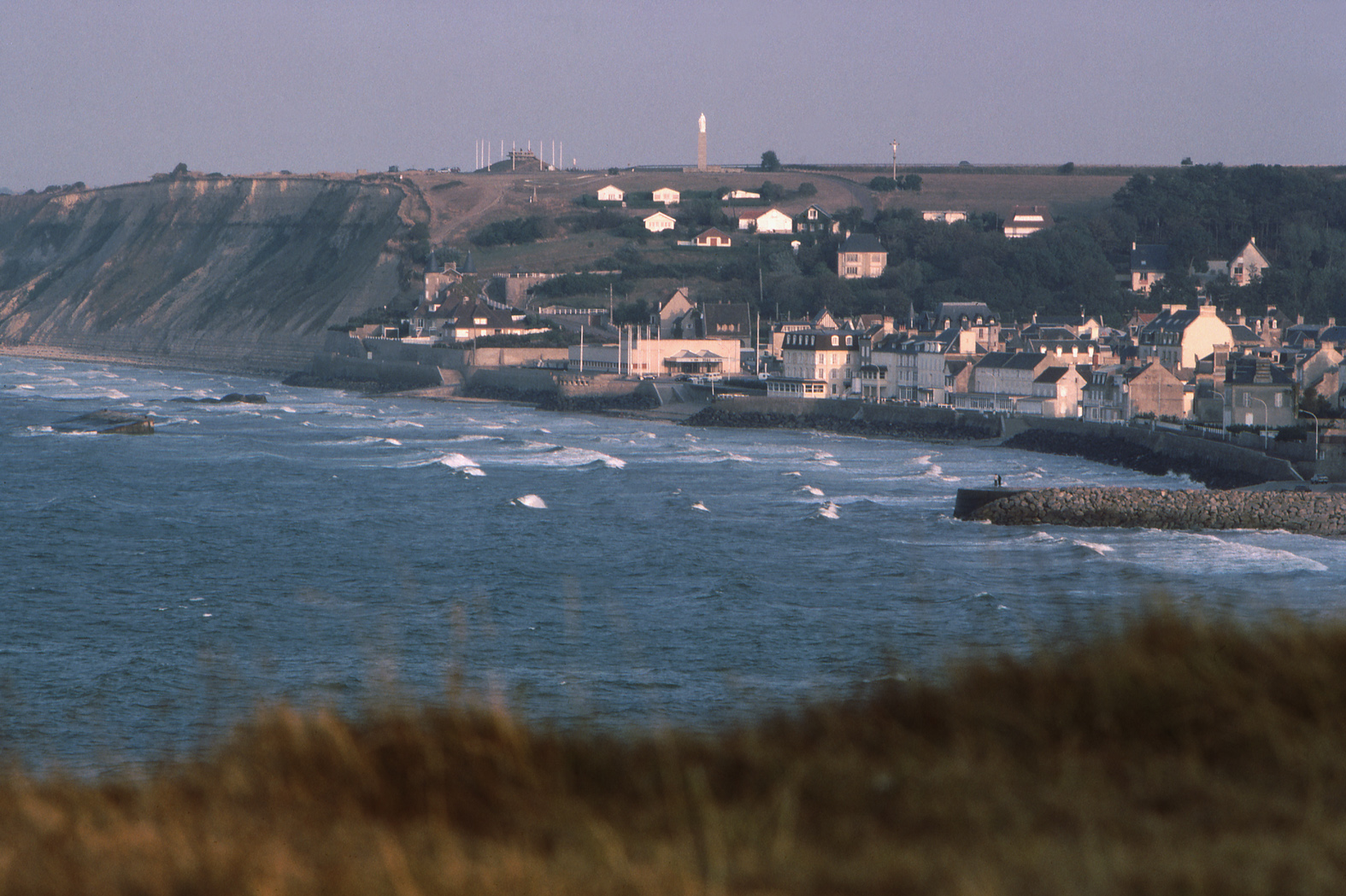
海から見たアロマンシュ

コミューンはバイユーの北東約11km、カーンの北西約30kmに位置している。マレ・デュ・コタンタン・エ・デュ・ベッサン地域圏自然公園に隣接する。

### 交通
県道514号線経由でアクセスする場合
- アネルから東へ3.6km
- バイユーから県道516号線を介して南西11kmまで

また、県道65号線を介して4.7km離れたムヴェーヌからアロマンシュ＝レ＝バンへアクセスが可能
アロマンシュ＝レ＝バンには、フランス国鉄のバイユー駅から、カルヴァドス都市間ネットワークのbus vertのバス路線74番が運行している。バイユー駅には、アンテルシテ・ノルマンディー路線および、TERノルマンディーのマント＝ラ＝ジョリー-シェルブール線の列車が運行している。
最寄りの空港は、30.2km離れたカーン＝カルピケ空港である。

## 都市計画
2014年時点のコミューンの総住宅数は、471軒だった（うち75％が一軒家、25％が集合住宅）。これらの住宅のうち54.7%が自宅、35.5％が別荘、9.9％が空き家だった。自宅のうち賃貸は41.7%、個人所有は55.7％だった。低家賃住宅HLMの空き室率は8.3%だった。

## 由来
古くのつづりは、1229年にAremance、14世紀にAremancia世紀にとArremanchia、1600年代にArmance、1710年にArmancheである。

## 歴史

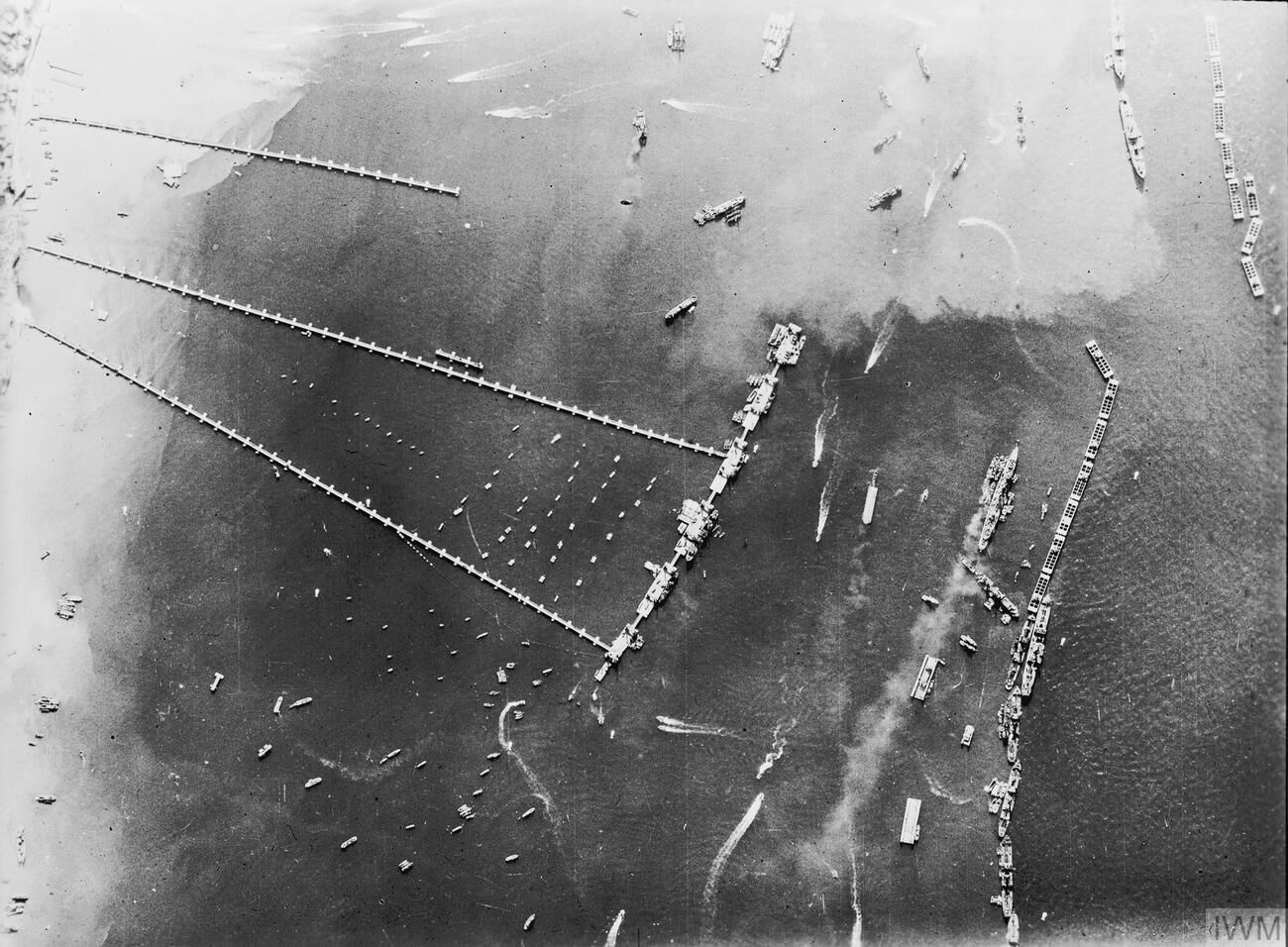
1944年10月に空撮された、アロマンシュのマルベリー・ハーバー

アロマンシュは、人工港が設置されたため特に、ノルマンディー上陸作戦の歴史的な場所の1つとして有名であり続けている。この泊地により、カーンの戦いの間に1日あたり9000トンから22000トンの機材を上陸させることができた。
1944年6月6日のノルマンディー上陸作戦の直後、ル・アーヴルやシェルブールといった深水のある港の制圧を待たずに、連合国軍はアロマンシュの浜に重機を上陸させるための一時的な泊地、マルベリー・ハーバー（en）を建設した。アロマンシュは上陸地点となったゴールド・ビーチの中心に位置していたが、D-デイの戦闘の犠牲から逃れていた。可能な限り迅速に、港を設置して機能を可能なものとするため、海岸を破壊させ周辺の交通路を維持する必要はなかった。港は6月14日から使用開始となった。
この場所が選ばれたのは実際は、D-デイの準備中だった。1944年6月6日の上陸軍に必要な量の補給物資を降ろすために不可欠なプレハブ構造の埠頭をそこに設置するためである。
イギリス軍が巨大なコンクリート製の浮動するケーソン、『フェニックス』を建造した。ケーソンはイギリス海峡を渡った後、堤防を作り、人工港の境界を定める岸壁と桟橋を作るため、バルブの開口部をあけて水中に沈められ、並べて組み立てる必要があった。これは潮の干満に従う浮き桟橋で構成され、本物の浮かぶ土手道によって陸に繋がれていた。こうした港の1つがアロマンシュで組み立てられ、現在でもいくつかの『フェニックス』という名のケーソンが沖合に見え、その堅牢さを証明している。
D-デイから1週間以内の1944年6月12日、30万人以上の兵士、54000台の車両、104000トン以上の物資が上陸した。マルベリー・ハーバーが稼働した100日間の間に、250万人の兵士、50万台の車両、400万トンの物資が上陸した。
マルベリー・ハーバーが最高の手柄を立てたのは、アロマンシュの交通量が一日あたり2万トンを超え、合計136000トンを記録した、1944年7月最後の1週間（カーンの戦い）である。

## 政治
- 2017年フランス大統領選挙の投票結果[6]:エマニュエル・マクロン（REM）46.00％、マリーヌ・ル・ペン（FN）19.20％、投票率76.60％。

## 人口統計
2017年時点のコミューンの人口は489人で、2012年当時の人口より10.44%減少した
| 1962年 | 1968年 | 1975年 | 1982年 | 1990年 | 1999年 | 2006年 | 2012年 | 2017年 |
| ------ | ------ | ------ | ------ | ------ | ------ | ------ | ------ | ------ |
| 298    | 339    | 355    | 395    | 409    | 552    | 602    | 546    | 489    |

参照元:1962年から1999年までは複数コミューンに住所登録をする者の重複分を除いたもの。それ以降は当該コミューンの人口統計によるもの。1999年までEHESS/Cassini、2006年以降INSEE

## ギャラリー

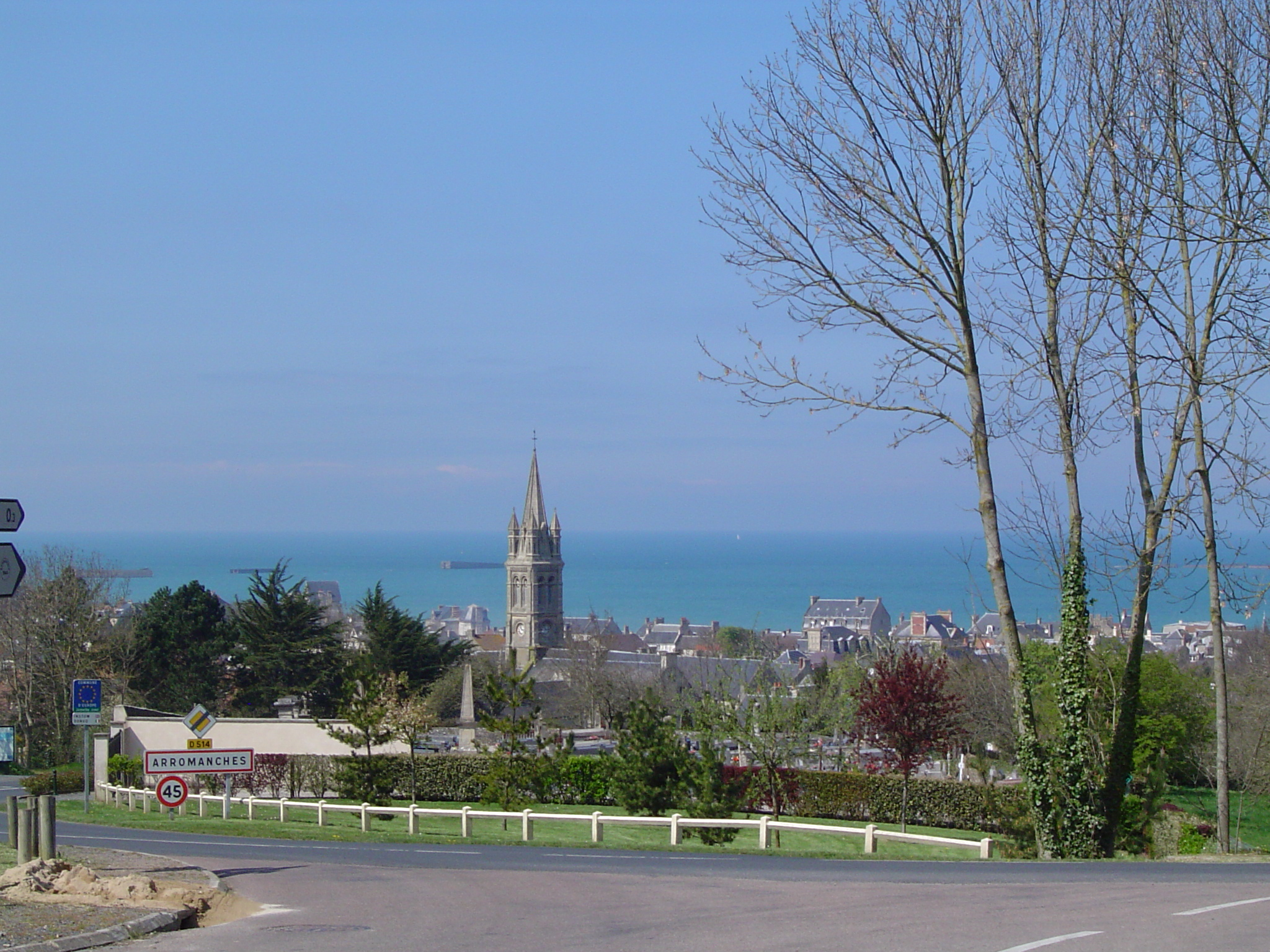
アロマンシュの村
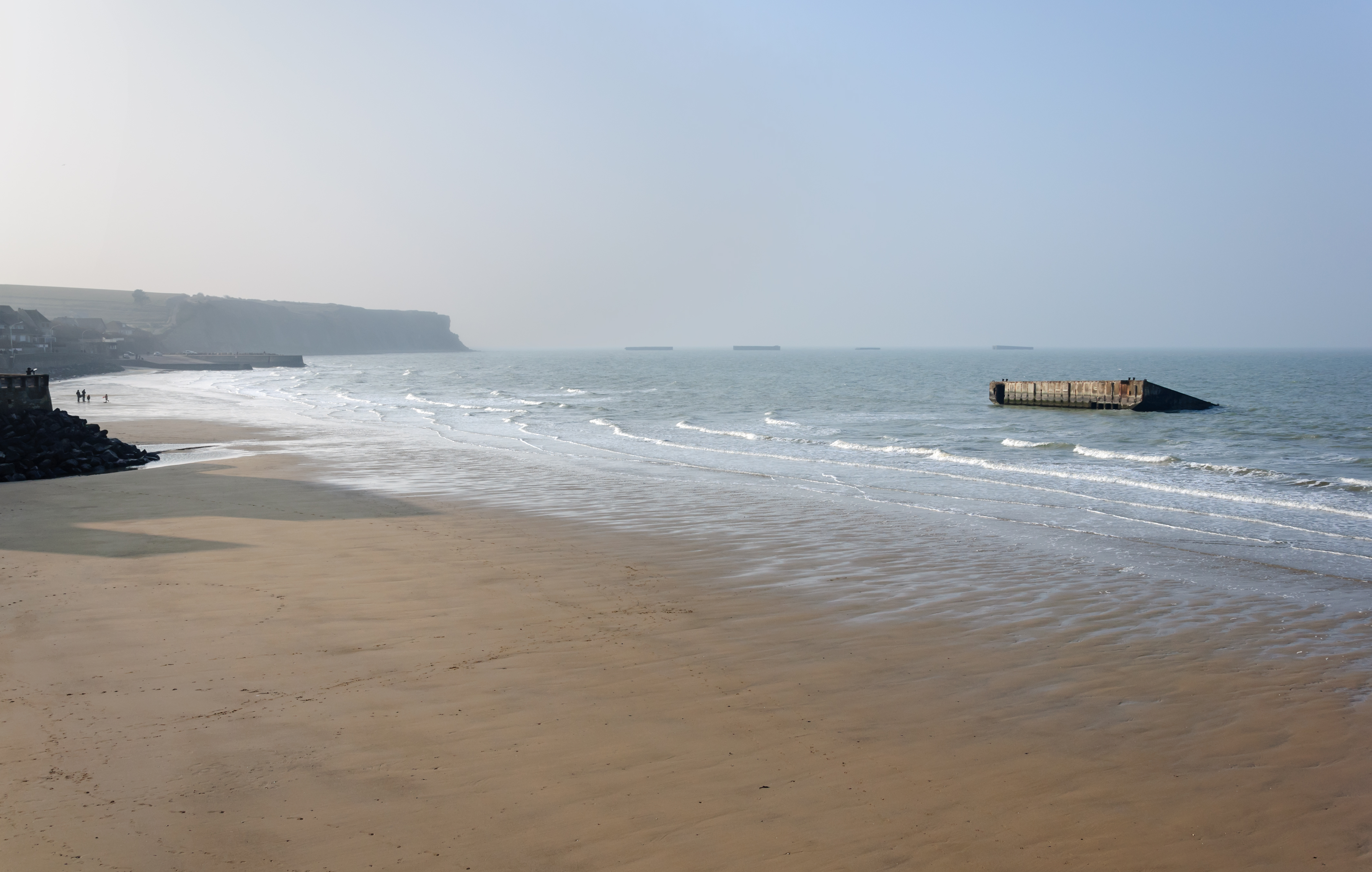
旧マルベリー・ハーバーのあるアロマンシュの浜
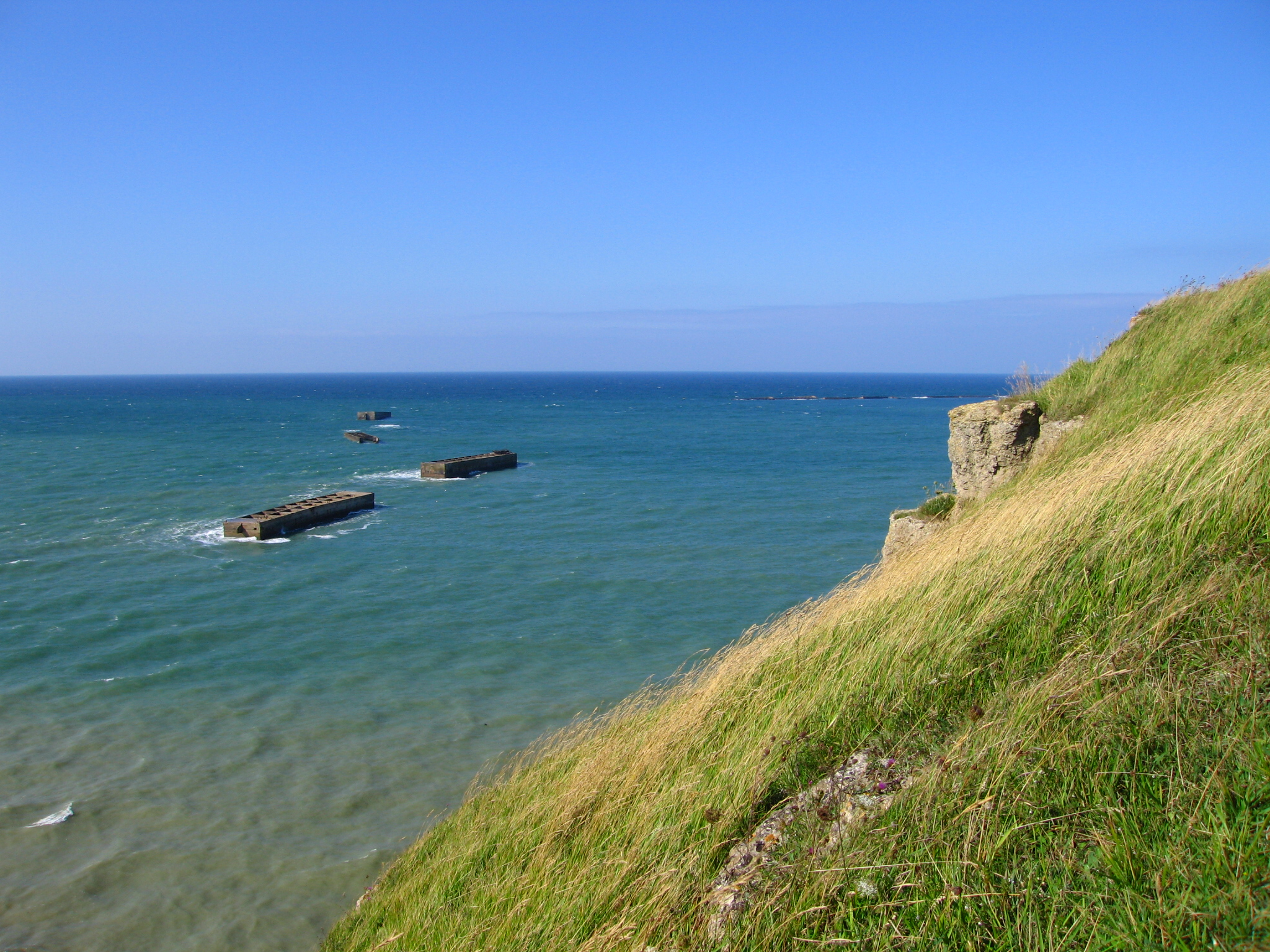
フェニックスの残骸
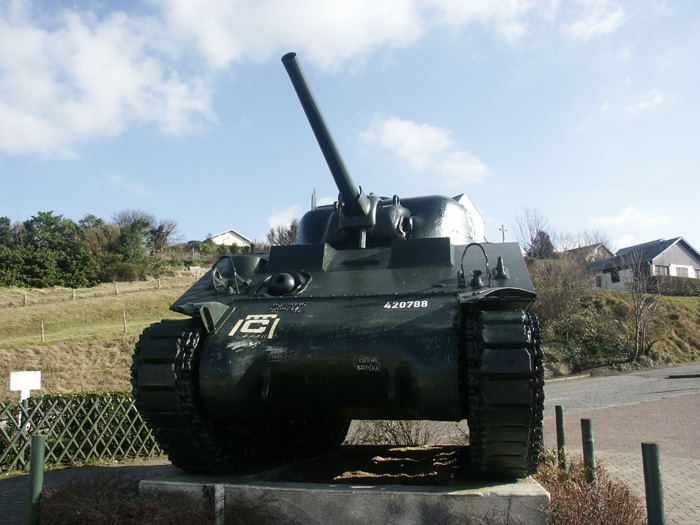
村に保存されているM4中戦車。上陸作戦時にルクレール将軍が指揮した自由フランス軍第2機甲師団（英語版）のもの
1944年6月に撮影された、アロマンシュのウルツブルグ・レーダー

### ノート
1. ↑  Voir la fr:Loi relative à la solidarité et au renouvellement urbains (loi SRU).